# Aghbalou N'Kerdous
Aghbalou N Kerdous (franska: Aghbalou N Kerdous (CR), Aghbalou N Kerdous (Commune Rurale), arabiska: السفلات) är en kommun i Marocko.   Den ligger i provinsen Errachidia och regionen Drâa-Tafilalet, i den nordöstra delen av landet, 300 km sydost om huvudstaden Rabat. Antalet invånare är 9 357.